# Хряск
Хряск (укр. Хряськ) — село в Маневичской поселковой общине Камень-Каширского района Волынской области Украины.
До 2020 года входило в Маневичский район.
Код КОАТУУ — 0723687605. Население по переписи 2001 года составляет 724 человека. Почтовый индекс — 44634. Телефонный код — 3376. Занимает площадь 2,644 км².